# 3154 Grant
3154 Grant è un asteroide della fascia principale. Scoperto nel 1984, presenta un'orbita caratterizzata da un semiasse maggiore pari a 3,0983438 UA e da un'eccentricità di 0,1728872, inclinata di 2,47484° rispetto all'eclittica.
Fa parte della famiglia di asteroidi Themis.
L'asteroide è dedicato al Presidente degli Stati Uniti Ulysses Simpson Grant.